# Goretti Padilla
María Goretti Padilla Vázquez (Querétaro, Querétaro, 2 de marzo de 1982) es una pintora y artista visual mexicana.

## Biografía
Nació en la ciudad de Querétaro el 2 de marzo de 1982. Estudió Artes Visuales con especialidad en pintura en la Universidad Autónoma de Querétaro. Se licenció con una tesis sobre El cuerpo femenino como objeto observado a través de la representación de Venus en la pintura del Renacimiento.
Más tarde, se graduó como maestra de Artes Visuales en Pintura en la Escuela Nacional de Artes Plásticas, Academia de San Carlos de la Universidad Nacional Autónoma de México (UNAM), con el trabajo Retorno al pasado a través de los objetos cotidianos dentro de los hogares mexicanos. Memoria y representación de objetos en la producción pictórica.
Actualmente radica en la ciudad de Guanajuato, México.

## Trayectoria
Su trabajo se ha centrado en el arte textil ya que el bordado fue parte importante de su formación en casa. Sus obras cuestionan los roles de género y la construcción de los mismos, así como la desigualdad de género en el arte.  Expone estos temas a través de frases bordadas en ropa de bebé para cuestionarse cuándo comienzan a formarse los constructos de género; o por medio de bordados de los rostros de musas famosas del arte; obras con las que participó en el Festival Cultural Entijuanarte. También formó parte de la muestra colectiva Gynes. Cartografía de la estética femenina para celebrar el XXXIII aniversario del Museo de Arte de Querétaro.
Ha tomado diversos talleres de dibujo, pintura al óleo y producción artística con artistas como Gilberto Aceves Navarro, Santiago Carbonell, Francisco Castro Leñero, Jazzamoart, Gabriel Macotela y Jordi Boldó. Además de cursos de historia del arte como De pintura y pintores en la España del barroco impartido por la doctora Paula Revenga Domínguez en el Centro de Enseñanza Para Extranjeros, Ex Hacienda de «El Chorrillo» de la UNAM, en Taxco de Alarcón, Guerrero y Mujeres en el Arte dirigido por la maestra Arianni Batista Rodríguez en la Facultad de Latinoamérica de Ciencias Sociales cede Quito, Ecuador.
Participó en el evento “Desmitificando a la mujer” con la conferencia: El cuerpo femenino como objeto observado, en la Facultad de Ciencias Políticas y Sociales de la Universidad Autónoma de Querétaro, en el lll Coloquio de estudiantes del Posgrado de Artes Visuales de la Escuela Nacional de Artes Plásticas UNAM, en el V Simposio. Recargando lo contemporáneo. Estrategias curatoriales de rescate del arte reciente del Instituto de Investigaciones Estéticas (UNAM) y en el IV Simposio. Procesos Creativos en las Artes Visuales, el Diseño y la Comunicación Visual de la Facultad de Arquitectura de la UNAM.
Además, ha sido maestra de Bordado Artístico en el Centro Cultural Telpochcalli de Guanajuato y profesora de talleres, cursos y diplomados en el Instituto Tecnológico y de Estudios Superiores de Monterrey, Campus Querétaro; la Unidad Académica de Diseño y Arquitectura, Universidad Autónoma de Guerrero y la Universidad del Valle de Atemajac, plantel Querétaro. Imparte el Taller de Artes Plásticas para niños en la Biblioteca de Villas de Guanajuato; y Bordado Contemporáneo en Centro Cultural Occidente en la ciudad de Guanajuato.
Recientemente participó con la conferencia Confinamiento y la locura en el arte textil dentro de una serie de talleres y conferencias organizados por el Programa de Apoyo a las Artes Visuales. En dicha ponencia mostró arte textil realizado por personas que se han visto limitadas en su libertad debido a alguna discapacidad.
Durante la edición número 48 del Festival Internacional Cervantino, formó parte de una exposición grupal a cargo de 20 artistas diferentes. Cada artista estuvo a cargo de realizar una manta  para después ser colocadas en los balcones de la ciudad de Guanajuato.

## Exposiciones individuales
- Hilando el Género en la Galería el Atrio, Guanajuato, Guanajuato, 2019.[2]
- Las ya Retratadas en el Museo de Arte Virreinato Casa Humboltd, Taxco, Guerrero, 2016.[9]
- Las ya Retratadas en el Centro Cultural Antiguo Colegio Jesuita, Pátzcuaro, Michoacán, 2015.
- Espacios Neobarrocos en la Hacienda de San Juan Bautista Centro Cultural Universitario, Universidad Autónoma de Guerrero, Taxco, Guerrero, 2014.
- Artista becada con un stand individual en Entijuanarte 2014. Tijuana, Baja California.
- No vemos al otro en la Galería de Arte Contemporáneo No-Lugar. Quito, Ecuador, 2013.
- Azoteas, corredores y otros lugares en el Museo de la Ciudad, Querétaro, México, 2013.
- Interiores en la Galería de Exposiciones Temporales del Espacio Cultura Metropolitano, Tampico, Tamaulipas, México, 2013.
- Itinerario. Espacios Barrocos en el Museo de Arte de Querétaro, México, 2012.

## Exposiciones colectivas
- Homenaje a Eric Dolphy en la Galería Corazón Parlante. Guanajuato, México, 2019.
- Plástica Contemporánea Queretana en el Museo de Arte Contemporáneo de Querétaro, México, 2019.
- Mujer y conocimiento. Textil y Gráfica Contemporánea en la Galería Corazón Parlante. Guanajuato, México, 2018.[10]
- La perversión en el oficio de Género en el Centro Cultural ALIAC, Ciudad de México, 2017-2018; la Universidad de la Ciénega del Estado de Michoacán de Ocampo, Sahuayo, Michoacán, 2017, y en el Centro Cultural Teodoro Cano, Papantla, Veracruz, 2017.
- Salón de la Plástica Contemporánea Queretana Segunda Etapa en la Galería Libertad. Santiago de Querétaro, México, 2016.
- EXATEC. 40 años Campus Querétaro en el Tecnológico de Monterrey, Campus Querétaro, México, 2015.[11]
- Metáfora del Retrato en la Galerías de la Academia de San Carlos, Ciudad de México, 2014.
- “Yo expongo en el Infantado”, acción/performance por el 175 aniversario del Museo de Guadalajara. Proyecto del colectivo artístico Yo Expongo, Guadalajara, España, 8 de noviembre de 2013.
- Premio Nacional L.A. Cetto 2013 Arte Contemporáneo en el Centro Cultural Tijuana, Baja California, México.
- “Yo expongo en el Reina Sofía”, acción/performance en la fachada del Museo Nacional Centro de Arte Reina Sofía de la plaza de Sánchez Bustillo, reivindicativo de la mujer artista en las Instituciones del Arte. Participación de casi 800 mujeres artistas. Vídeo de la proyección realizada. Proyecto del colectivo artístico, Madrid, España, 18 de mayo de 2013.
- Encuentros/Desencuentros en la Galerías de la Academia de San Carlos, Ciudad de México, 2010.
- “Desmitificando a la mujer” con la exposición pictórica: De carne insignificante al objeto en la Facultad de Ciencias Políticas y Sociales de la Universidad Autónoma de Querétaro, México, 2010.

## Distinciones
- Mención Honorífica en Dibujo en el “Tercer Concurso Imágenes de Vida, Diversidad, Derechos Humanos y VIH/SIDA”, Ciudad de México, 2005.
- Mención Honorífica en Dibujo en “Dibujo y Pintura Agustín Rivera 1993”, Galería Libertad, Santiago de Querétaro, México, 1993.[2]